# CD Español de Buenos Aires
CD Español de Buenos Aires of kortweg Deportivo Español is een Argentijnse voetbalclub uit de hoofdstad Buenos Aires.

## Geschiedenis

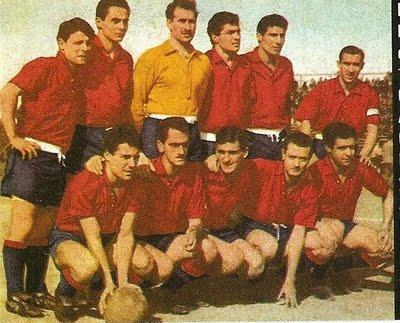
Team dat in 1960 promoveerde naar de Primera B Metropolitana.

De club werd op 12 oktober 1956 opgericht. Deze datum werd gekozen als herdenking aan de aankomst van Christoffel Columbus in Amerika. Na twee jaar had de club zo'n 2.000 leden, voornamelijk van Spaanse afkomst. De club sloot zich aan de bij de Argentijnse bond in 1957 en de club begon in de vierde klasse te spelen. In 1958 promoveerde de club en nog eens drie jaar later zelfs naar de tweede klasse.
In 1967 promoveerde de club zowaar naar de Primera División. Echter kon de club het behoud niet verzekeren en tegen 1972 speelde de club weer in de Primera C. In 1984 kon de club een nieuwe promotie afdwingen en in het eerste seizoen werd de club zelfs vicekampioen samen met Newell's Old Boys achter CA River Plate. In 1989 werd de club nog derde en in 1992 opnieuw tweede. Na veertien jaar hoogste klasse degradeerde de club in 1998. Daarna zakte de club weg. In 2014 promoveerde de club naar de Primera B Metropolitana.

## Bekende (oud-)spelers
- Carlos Bilardo